# Kletterfische und Buschfische
Die Kletterfische und Buschfische (Anabantidae; griechisch „anabas“  = Aorist von „anabainein“  = klettern) sind eine Familie der Labyrinthfische (Anabantoidei) aus der Ordnung der Anabantiformes.

## Merkmale
Die mäßig langgestreckten bis leicht hochrückigen Fische werden 3,5 bis 30 Zentimeter lang. Ihr Maul ist relativ groß, Kiefer, Prävomer und Parasphenoid sind mit konischen Zähnen besetzt. Der Oberkiefer ist nur leicht protraktil (vorstülpbar). Das Präoperculum ist zum Teil mit feinen Dornenfeldern besetzt. Kletter- und Buschfische haben auffallend lange Rücken- und Afterflossen und sind meist einfarbig braun gefärbt. Die Rückenflosse beginnt kurz hinter dem Brustflossenansatz, die Afterflosse ist ein wenig kürzer. Letztere wird von 10 bis 20 Hart- und gleich viele oder weniger Weichstrahlen gestützt. Die Schwanzflosse ist abgerundet oder endet gerade. Sind Rücken-, Schwanz- und Afterflosse gespreizt, so bilden sie einen fast lückenlosen Flossensaum. Einige Buschfische haben Flecken bzw. Streifen in unterschiedlichen Brauntönen. Sie besitzen nur wenige Kiemenreusenstrahlen.

## Lebensweise

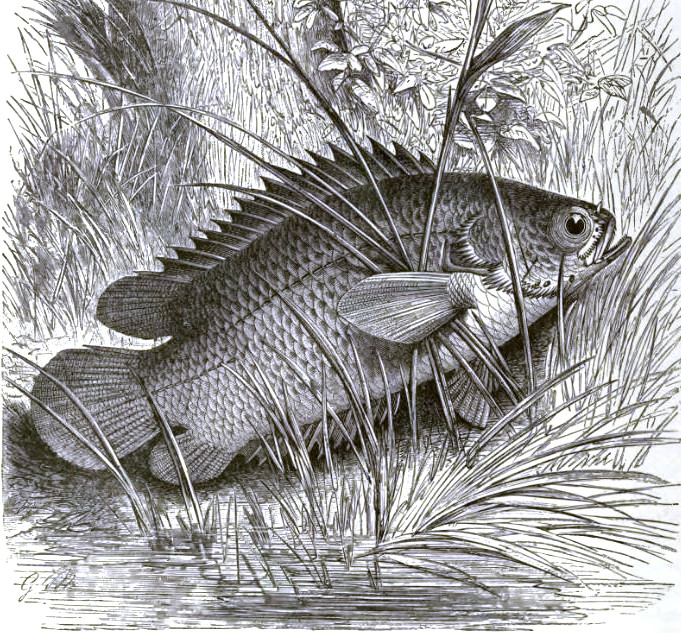
Ein Kletterfisch verlässt das Wasser. Zeichnung von Richard Lydekker

Kletter- und Buschfische bewohnen vor allem stehende oder langsam fließende, mit viel Vegetation bewachsene Gewässer. Sie sind standorttreu und bilden Kleinreviere. Anabas-Arten sind in der Lage das Wasser zu verlassen und mit Hilfe ihrer Bauchflossen und der Kiemendeckel über Land zu kriechen oder schräg in das Wasser ragende Äste zu erklimmen. Buschfische ernähren sich für gewöhnlich carnivor.

## Fortpflanzung
Die meisten Kletterfische und Buschfische sind Freilaicher, die Eier sind leichter als das Wasser und treiben an der Oberfläche. Die Arten der Gattung Microctenopoma bauen wie viele andere Labyrinthfische ein Schaumnest an der Wasseroberfläche, in das die Eier gelegt und anschließend, bis zum Schlupf der Fischlarven, vom Männchen bewacht werden.

## Systematik und Verbreitung
Die 34 Arten gehören zu vier Gattungen, von denen die beiden Arten der Kletterfische (Anabas) in Indien, Südostasien und China, die als Buschfische bezeichneten Arten der Gattungen Ctenopoma und Microctenopoma im tropischen Afrika südlich der Sahara leben und die beiden Sandelia-Arten in Südafrika zu Hause sind.
- Gattung Kletterfische (Anabas)
- Gattung Ctenopoma

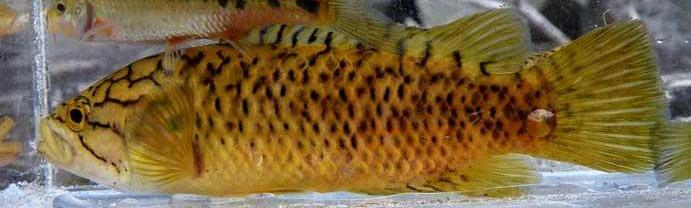
Sandelia capensis

- Gattung Zwergbuschfische (Microctenopoma)
- Gattung Kap-Buschfische (Sandelia)